# Control Data
Pour les articles homonymes, voir CDC.

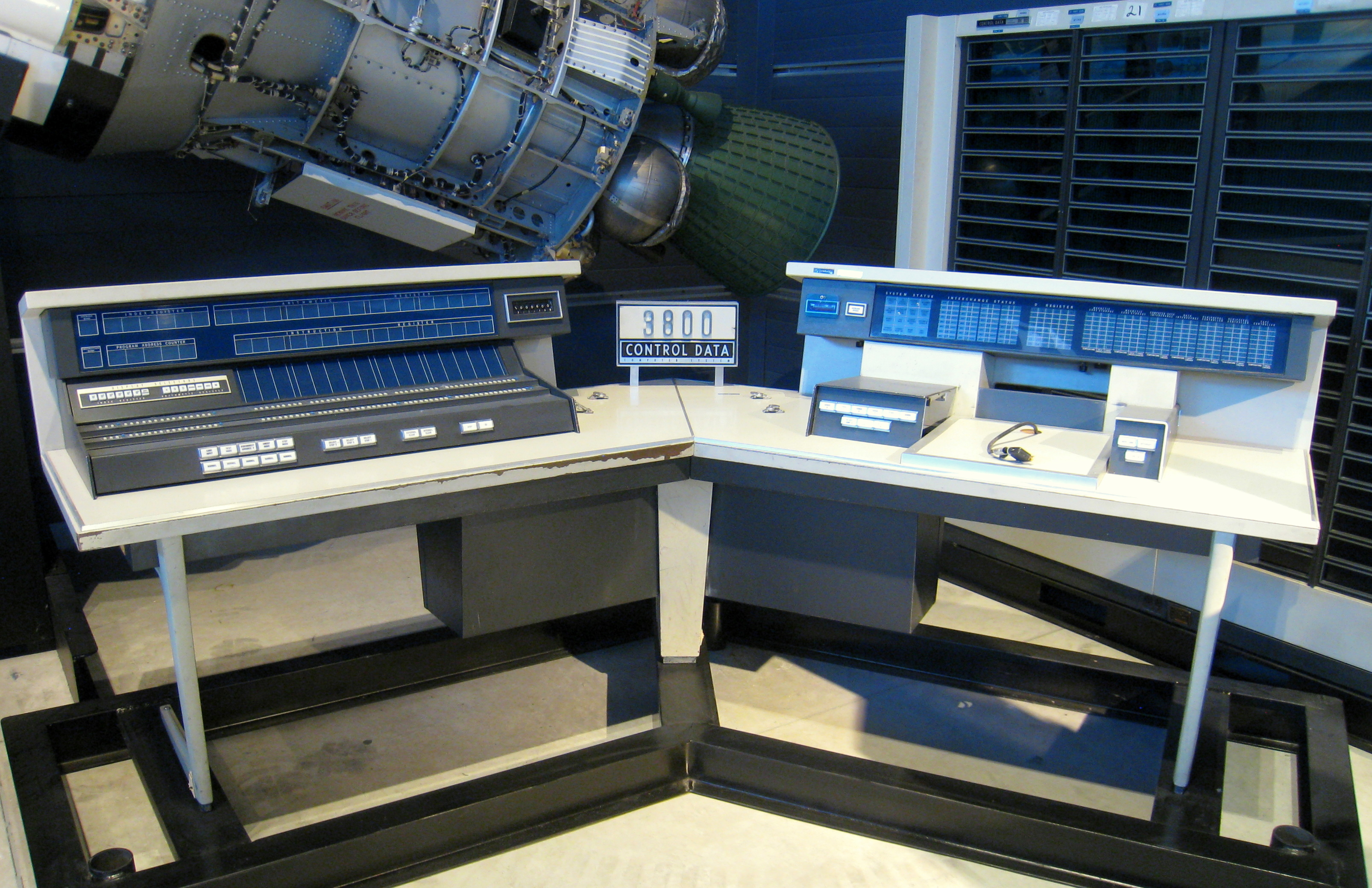
Un CDC 3800 (années 1960).

Control Data Corporation (CDC) est une ancienne entreprise américaine pionnière dans la fabrication de supercalculateurs. Elle a été créée en 1957 à Minneapolis Saint Paul (les twin cities) dans le Minnesota (États-Unis) par des scientifiques américains issus des centres de recherche de la Navy, dont William Norris et le célèbre Seymour Cray qui fonda en 1972 la société Cray Research.
La valeur en bourse de l'entreprise a très vite progressé : trois ans après la première augmentation de capital, réalisée par l'émission de 600 000 actions à un dollar en 1958, sa valeur est montée à 120 dollars l'action, soit 90 millions de dollars. 
Control Data a par la suite développé la série de calculateurs superscalaires CYBER. Ces ordinateurs tournaient sous le système d'exploitation NOS (Network Operating System). Les différentes gammes furent les Cyber 6600/7600, Cyber 170, Cyber 180 et une gamme orientée calcul vectoriel : les cyber 200 prolongés chez ETA. Une dernière catégorie de processeurs avait été développée : les AFP, qui étaient des processeurs spécialisés pilotés depuis les Cyber 180.
Après plusieurs exercices déficitaires au début des années 1980, CDC décida de se séparer de la branche Superordinateurs, ce qui fut finalisé en 1992 par la création de Control Data Systems, finalement rachetée par une filiale de British Telecom ; l’autre branche de CDC, Ceridian, sera absorbée par Siemens.
L'entreprise est à l'origine du logiciel de sauvegarde NetBackup appelé dans sa première version AWBUS qui deviendra Backup Plus.

## Historique

### Genèse de la société et contexte (1943-1957)
Au cours de la Deuxième Guerre mondiale, l’U.S. Navy avait réuni un collectif d'ingénieurs pour développer des machines à décrypter électromécaniques, aptes à analyser aussi bien les messages du code naval japonais que les messages allemands. La plupart de ces déchiffreuses étaient produites par une équipe de la région de Washington D.C.. Avec la baisse des crédits de défense dans l'après-guerre, la Marine s'inquiéta de la dispersion de ces talents dans diverses compagnies, et elle explora différentes solutions pour conserver ce groupe.
Or le propriétaire d’une filiale de Chase Aircraft basée à Saint Paul (Minnesota), John Parker, était sur le point de perdre tous ses contrats avec l’armée. La Navy demanda à Parker d'embaucher ses ingénieurs, sans lui dire précisément sur quoi ils travaillaient, car l'habilitation top secret de cet employeur aurait pris trop de temps ; Parker refusa d'abord, mais au fil de réunions avec des officiers généraux de plus en plus importants, il finit par accepter la proposition de ses anciens clients, et hébergea l’équipe dans ses ateliers de planeurs militaires.

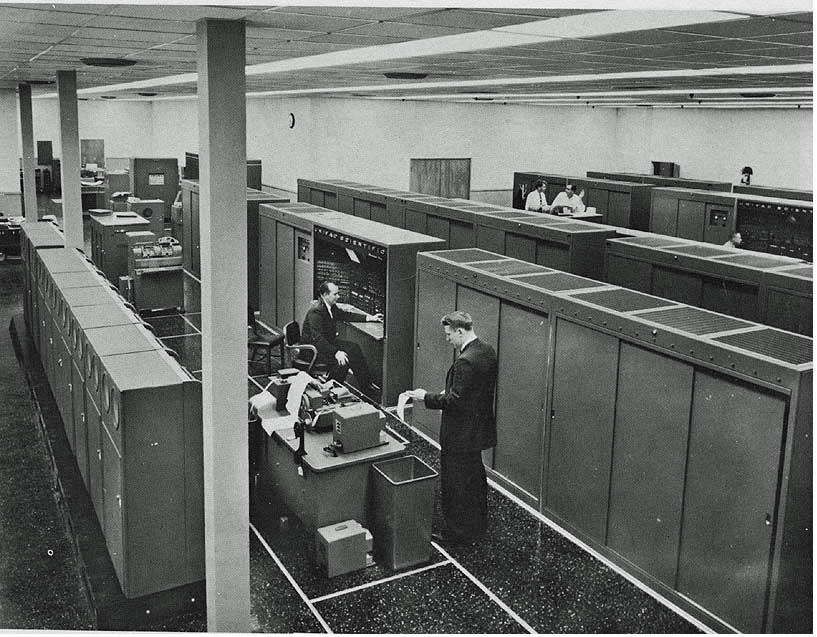
L’UNIVAC 1103, un ordinateur à lampes de Remington Rand.

C’est ainsi que le bureau d’études Engineering Research Associates (ERA), vit le jour : cette officine travaillait sur différents projets du début des années 1950, sans rapport apparent entre eux, comme la conception d’un des premiers ordinateurs commerciaux à programme enregistré, le ERA 1103 à 36-bits. Cette machine était destinée au service du chiffre de la Marine américaine. Mais au début des années 1950, il s’éleva quelques contestations au Congrès sur le fait que la Marine soit de facto propriétaire de la société : au terme de plusieurs motions et de procès, on coupa les subsides et en 1952, Parker vendit ERA à Remington Rand.
Rand, si elle conserva tous les ingénieurs d’ERA et les employa à étendre sa gamme de produits, était surtout intéressée par les mémoires à tambour magnétique. Peu après, Rand fusionna avec Sperry Corporation pour former Sperry Rand, et la division ERA fut intégrée à Sperry UNIVAC. On lui confia le développement d'un nouvel ordinateur, l’UNIVAC II, dont le développement s'avéra interminable et décevant.
Il apparut aussi que le goût prononcé de la hiérarchie propre aux cadres de Sperry s’accommodait mal des prérogatives laissées aux anciens d’ERA : c'est pourquoi on laissa Sperry créer en 1957 une nouvelle filiale, Control Data Corp., qui s’installa dans d'anciens ateliers de l'autre côté du fleuve, à Minneapolis, au no 501 de Park Avenue. Les anciens d’ERA n’hésitèrent pas sur le choix du directeur général de la nouvelle société, Control Data : ce fut l'un d’eux, William Norris. Seymour Cray en devint l'ingénieur en chef, bien qu'il fût encore pour quelques mois sous contrat avec Sperry, chargé de terminer un prototype pour le Naval Tactical Data System (NTDS),,.

### Les premiers ordinateurs et le programme Cray

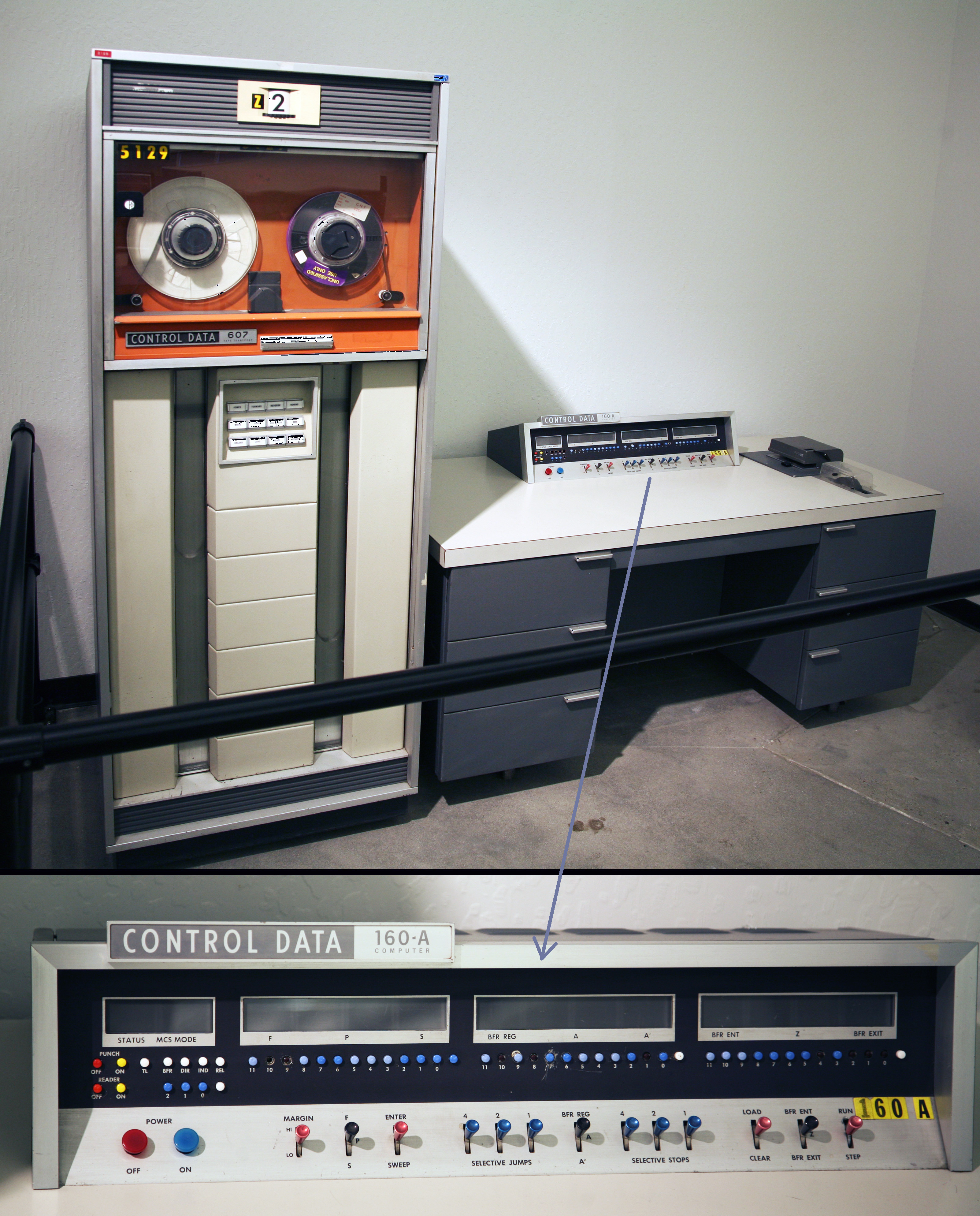
La version industrielle du Control Data 160-A, avec gros plan sur le pupitre de contrôle.

Control Data se lança sur le marché des équipements informatiques, et principalement celui des mémoires à tambour, à destination des fabricants d’ordinateurs. Cray fut embauché l’année suivante, et il développa presque immédiatement un processeur à transistors à 6-bits, le CDC Little Character : cela allait lui servir de banc d’essai pour la conception d'ordinateurs à transistors.
En 1959 Control Data avait réalisé une version transistorisée à 48-bits de leur 1103 : elle déboucha sur le CDC 1604. La petite histoire attribue ce numéro : 1604, au fait qu’il est la somme des chiffres de l’adresse de Control Data (501 Park Avenue) et du numéro de l'ancien projet de Cray, l’ERA-Univac 1103.
On en produisit également en 1960 une version dégradée à 12 bits, le CDC 160A, qui est parfois considérée comme l’un des premiers miniordinateurs. Le 160A se présentait en effet comme un ordinateur de bureau, ce qui était encore tout à fait inhabituel. Il y eut par la suite de nouveaux modèles élaborés à partir de l’architecture du 1604 : ce sera la gamme des CDC 3000, commercialisée dans la première moitié des années 1960.
Cray se consacra très vite à l’accélération des temps de traitement CPU, afin d’obtenir la machine la plus rapide : il se fixa d'abord comme objectif d’atteindre 50 fois la vitesse du CDC 1604. Il fallait pour cela revoir entièrement la conception, et lorsqu’il apparut que le projet traînait en longueur (en 1962, Cray était dessus depuis quatre années), la direction s'inquiéta et voulut être mise plus régulièrement au courant de l’avancement. Cray exigea en retour de pouvoir travailler dans un laboratoire isolé, ce que Norris accepta. Cray et son équipe s'installèrent à Chippewa Falls (Wisconsin). Même Bill Norris, le fondateur et président de Control Data, ne pouvait visiter le laboratoire de Cray sans y être invité.

### Développement du marché des périphériques

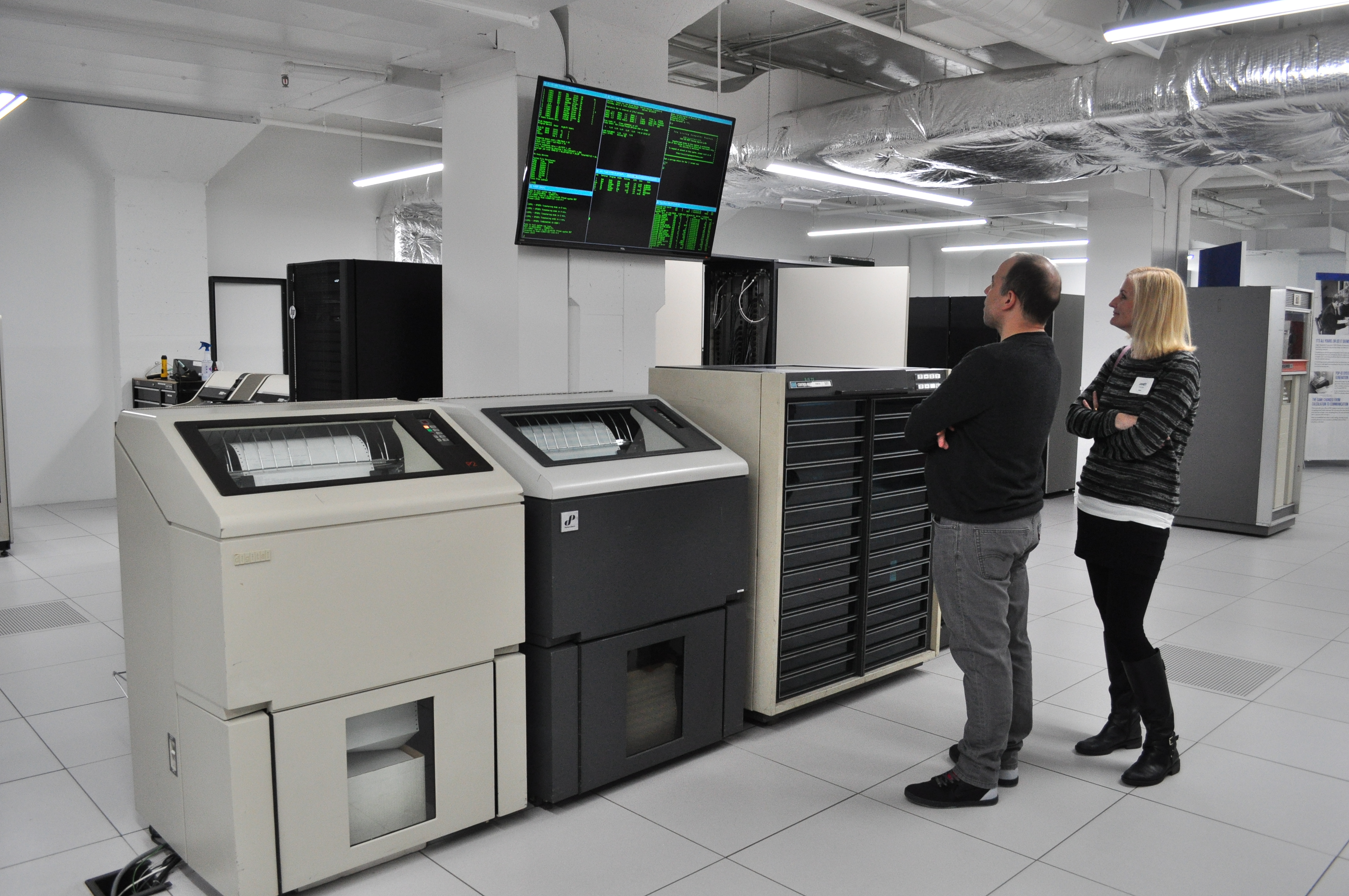
Une imprimante en ligne CDC 501 (Living Computer Museum, Seattle).

Au début des années 1960, Control Data déménagea ses bureaux à Ford Parkway, dans la banlieue de Highland Park à Saint-Paul, où Norris résidait. Tout au long de cette période, Norris s'efforça de donner à sa société la « masse critique » qui lui permettrait de concurrencer IBM : il se lança dans une politique de fusions-acquisitions agressive pour parvenir à une concentration horizontale du marché des périphériques autour de Control Data. En général, il cherchait à mettre sur le marché un périphérique 10% moins cher et 10% plus rapide que son équivalent chez IBM, ce qui demandait parfois des trésors d’inventivité.
L’un des premiers périphériques de ce genre fut un lecteur à bande magnétique. Son développement s’accompagna de tensions en interne, car la Division périphériques voulait que les autres départements de la société leur payent aussi leurs appareils, et pas seulement au prix des pièces. Il fallut l’arbitrage suivant : les autres divisions partageraient les bénéfices chaque fois qu’elles vendaient des périphériques.
Au lecteur à bande magnétique succéda le lecteur de cartes 405 et la perforatrice 415, puis une série de lecteurs de bande magnétique et d’imprimantes à impact, tous conçus en régie. La fabrication des imprimantes était au début sous-traitée à Holley Carburetor, un fabricant de la banlieue de Detroit, à Rochester (Michigan) ; puis Control Data décida de créer avec son sous-traitant une coentreprise, Holley Computer Products, bientôt revendue à Control Data, qui en fit sa Division de Rochester.
Les imprimantes à marteaux et à chaîne de Rochester étaient conçues en collaboration avec NCR et ICL, Control Data ayant des parts majoritaires dans l'affaire. La filiale responsable de ces machines avait pour raison sociale Computer Peripherals, Inc. (CPI). Au début des années 1980, elle fusionna avec le fabricant d'imprimantes matricielles Centronics.
Norris chercha ensuite à briser le marché des machines à carte perforée, contrôlé sans partage par IBM : pour cela, il racheta Rabinow Engineering, une entreprise pionnière dans la reconnaissance optique de caractères (OCR), avec l'idée de court-circuiter la saisie à la perforatrice en permettant aux clients de saisir en clair leurs textes sur du papier normal grâce à une police de caractères à la fois lisible et compatible avec les logiciels OCR de Control Data. Comme on stocke bien plus de texte sur un texte tapé à la machine que sur une carte perforée (celle-ci ne contient guère qu'une ligne de texte au maximum), il en résulterait d'énormes économies de papier ; malheureusement, ce projet apparemment simple souleva des difficultés sans nombre, et si Control Data s'imposa comme le leader des systèmes de reconnaissance optique de caractères, il ne parvint pas à se créer un marché. L'usine Rabinow de Rockville, dans le Maryland, dut fermer ses portes en 1976, et Control Data jeta l'éponge.
Avec les retards accumulés dans la mise au point des périphériques OCR, il devenait assez clair que les cartes perforées seraient encore là pour longtemps, et Control Data dut maintenir sa position sur ce marché. Le lecteur de cartes 405 était toujours produit, mais il était de fabrication coûteuse. Alors Control Data racheta Bridge Engineering, à Valley Forge, qui produisait des lectrices-perforatrices moins onéreuses. Par la suite, les usines de Valley Forge et de Rochester fusionnèrent au sein d'une filiale, National Cash Register, pour chercher des synergies. Elle s'associa plus tard au constructeur britannique ICL. La Division de Rochester sera revendue à Centronics en 1982.
Contre-coup des tentatives de diversification de Norris, Control Data ouvrit des sociétés de service spécialisées dans les traitements bureautiques, à destination des PME qui ne pouvaient se payer d'ordinateurs ; toutefois, ce n'était pas un marché très rentable, de sorte qu'en 1965, plusieurs sous-directeurs proposèrent (en vain) de fermer ces sociétés.

### Vers les supercalculateurs: le CDC 6600

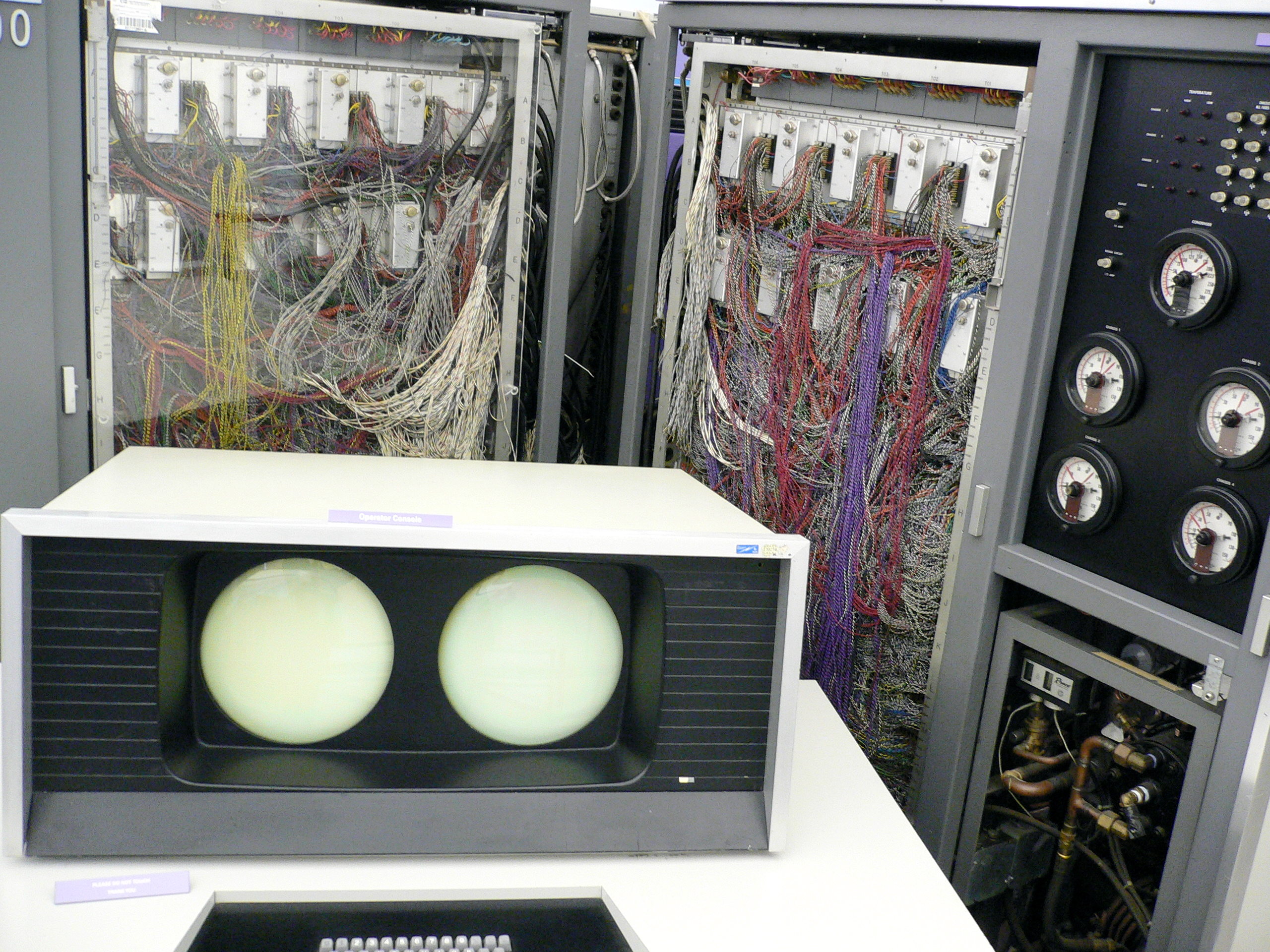
Le CDC 6600 est considéré comme l'un des premiers super-calculateurs.

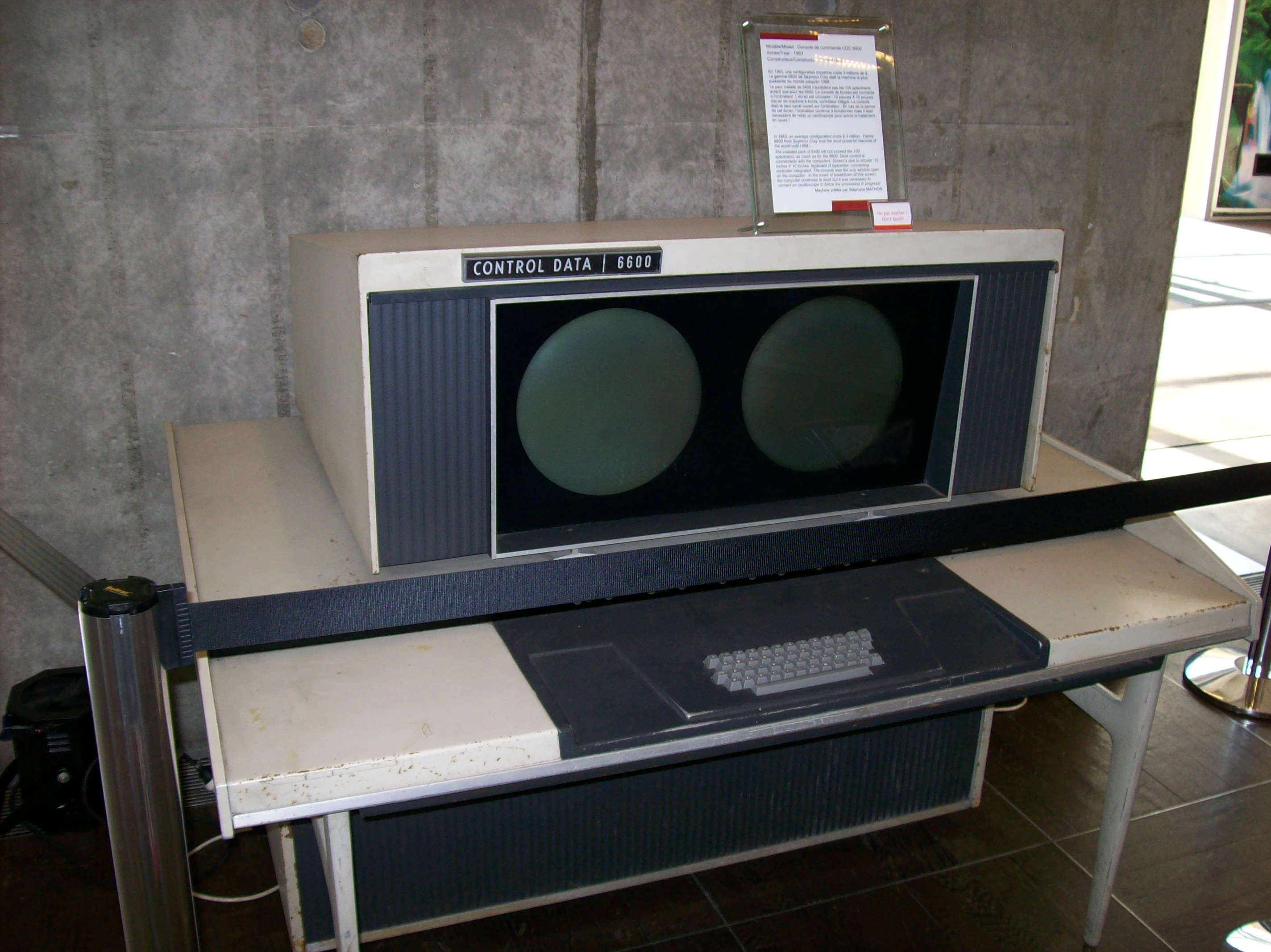
Un CDC 6600

Pendant ce temps, dans leur laboratoire de Chippewa Falls, Seymour Cray, Jim Thornton et Dean Roush animaient une équipe de 34 ingénieurs chargés de concevoir un ordinateur d'un genre nouveau. L'une des voies poursuivies pour améliorer le CDC 1604 consistait à utiliser des transistors plus fiables, et Cray se tourna vers les transistors dopés au silicium obtenus par la photolithographie développée par Fairchild Semiconductor. Ils étaient nettement plus rapides que les transistors au germanium du CDC 1604, tout en évitant les inconvénients des anciens transistors au méso-silicium. Les limitations inhérentes à la vitesse de la lumière imposaient une intégration poussée, avec un fort échauffement par effet Ohm : Dean Roush se chargea de la conception d'un système de refroidissement pour y remédier. En 1964, le prototype fut mis sur le marché sous le nom de CDC 6600 : c'était alors une machine dix fois plus rapide que les autres. Il s'en vendit plus de 100 unités au prix de 8 000 000 $. Cet ordinateur est considéré comme un véritable superordinateur.
Le CDC 6600 était équipé d'un processeur à transistors d’une fréquence d'horloge de 10 MHz, avec de multiples ports asynchrones gérés par 10 circuits contrôleurs d'entrée-sortie externes dont des contrôleurs pour la mémoire centrale. Ainsi, le processeur était entièrement destiné aux opérations en virgule flottante, les contrôleurs prenant en charge la lecture des cartes perforées et l'adressage disque. Avec des compilateurs dernier-cri, cette machine présentait une puissance de calcul de 500 kFlOps, mais avec l'assembleur perfectionné dont elle était dotée, il était même possible d’atteindre une puissance de 1 mégaFlOps. On commercialisa le CDC 6400, version « allégée » et moins puissante (elle s'organisait autour d'un processeur à bus série plus classique), mais nettement moins onéreuse du CDC 6600 ; il y en eut aussi une version bi-processeur, le CDC 6500.
Lawrence A. Liddiard et E. James Mundstock, deux chercheurs de l'Université du Minnesota, programmèrent un compilateur FORTRAN A pour le CDC 6600, appelé compilateur MNF (Minnesota FORTRAN).
Ce n'est qu'avec la mise sur le marché du CDC 6600 qu'’IBM commença à s'intéresser à ce concurrent : dès 1965, IBM s’attaqua à la conception d'une machine qui serait plus rapide que le CDC 6600, l’ACS-1. La Compagnie réunit 200 ingénieurs dans son centre de la côte ouest, détachés des sujétions de l’encadrement, en s’inspirant de l’exemple de Cray. Ce projet déboucha sur des architectures et une technologie originales, mais tout à fait incompatibles avec la gamme commerciale IBM 360 et 370. On demanda alors aux ingénieurs de rendre leurs ordinateurs compatibles avec l'IBM/360, mais ils n’y parvinrent qu’au prix d’un effondrement des performances. L’ACS fut abandonné en 1969, sans avoir débouché sur une gamme commerciale et plusieurs ingénieurs quittèrent IBM.
Simultanément, IBM annonçait une nouvelle version du System/360, le Model 92, censé aller aussi vite qu'un CDC 6600 : quoique cette machine fût purement imaginaire, l'annonce contribua à tarir les ventes du 6600. Norris était décidé à ne pas laisser passer cette tentative de désinformation, dénoncée par les termes de fear, uncertainty and doubt (FUD), et se lança l'année suivante dans une procédure judiciaire antitrust contre son rival IBM.
Paralèlement, à la mi-août 1968, Control Data acquiert une banque grâce à un multiple de capitalisation très élevé, découlant de la bulle spéculative de 1968 dans l'informatique, ce qui lui permet de financer lui aussi la location par ses clients. La même année, il créé le réseau "Cybernet" pour le temps partagé.
Le procès contre IBM a constitué la pierre d'angle des procès anti-monopole contre IBM des années 1960 et 1970, qu'il remporta, forçant IBM à transiger sur une indemnité de 80 000 000 $. Au terme de la transaction, Norris obtenait aussi la cession du Service Bureau Corporation d’IBM (SBC), qui assurait des prestations de service pour des PME avec ses propres ordinateurs.
Parallèlement à la mise au point du CDC 6600, Control Data avait mis sur pied le Projet SPIN, destiné à fournir une unité de stockage à disque dur pour ce calculateur. À l'époque, les disques durs étaient une alternative encore incertaine aux mémoires à tambour magnétique, d'autant qu'on parlait essentiellement de pile de disques interchangeables pour l’avenir. Le projet SPIN consistait aussi à explorer les différentes possibilités de ces disques, et il déboucha finalement sur un système mixte : un disque fixe d'un diamètre de 28 pouces avec une pile de disques amovibles de 14 pouces.

### Architectures pipeline: le CDC 7600 et le CDC 8600
À peu près au moment où Control Data gagnait son procès contre IBM (1969), il annonçait la commercialisation d'un nouvel ordinateur, le CDC 7600 (appelé en interne le CDC 6800). Cette machine était dotée d'une cadence d'horloge quatre fois supérieure à celle du 6600 (36 MHz au lieu de 10 MHz) et offrait une puissance de calcul plus de quatre fois supérieure.
Cette accélération s'expliquait pour une large part par un recours intensif au pipeline, une technique de traitement permettant de faire tourner le processeur sur chacun des octets d'un mot machine, et donc de réaliser plusieurs opérations en un même cycle d'horloge.
Le CDC 7600 se vendit mal (une cinquantaine de postes), car d’une part sa mise sur le marché coïncidait avec un ralentissement de l’économie nord-américaine (1969), et d’autre part sa complexité le rendait peu fiable ; il était de plus légèrement incompatible avec la gamme des CDC 6000, ce qui explique qu’il tournait sur un système d’exploitation complètement différent, et encore à sa phase d'essai. Pour autant, le « 7600 » constituait un bond formidable dans la puissance de calcul (il a été le CPU monoprocesseur le plus rapide jusqu'en 1976), mais il ternit la réputation de son constructeur. Il était pourvu d’une mémoire partagée que l’utilisateur était censé savoir configurer.
Cray entreprit alors de grouper quatre processeurs 7600 sur une même carte, afin de réduire les temps d’accès et d’augmenter la fréquence d’horloge: ce fut le projet CDC 8600. Or la fabrication de cet ordinateur ne s’affranchissait pas des modes de construction traditionnels : il s’agissait encore de composants électroniques distincts câblés à la soudure sur des circuits imprimés ; l’implantation des composants était si compacte qu’il s'avéra impossible de refroidir suffisamment les modules CPU, et Cray dut reprendre son projet à zéro.

### Calculateurs super-scalaires: les gammes STAR et Cyber

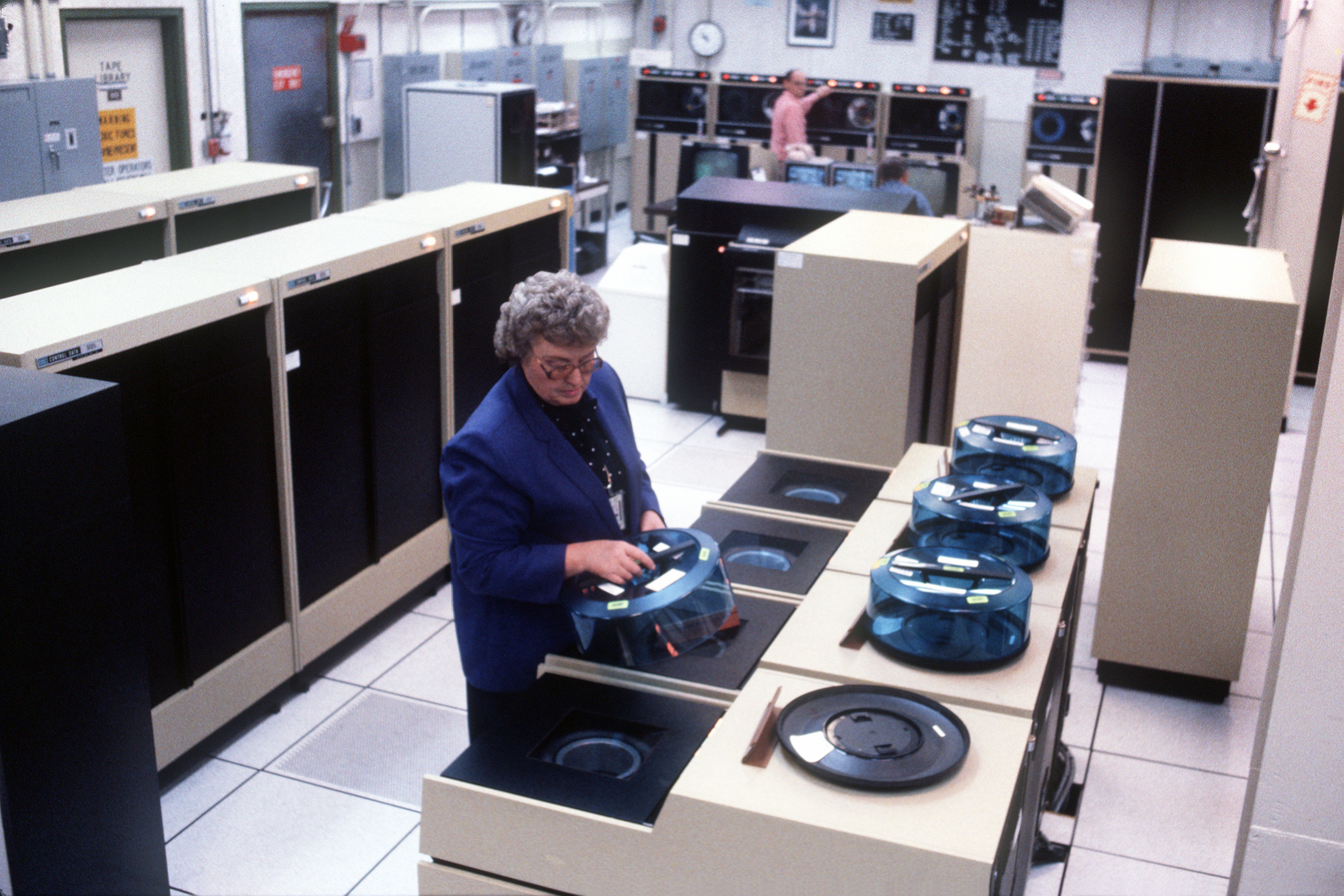
Un ordinateur Cyber 160 (1986).

Outre la reconception du CDC 8600, Control Data travaillait au STAR-100, un projet dirigé par un ex-collaborateur de Cray, Jim Thornton. Contrairement au quadriprocesseur 8600, le STAR reposait sur un monoprocesseur d’un genre entièrement nouveau, le processeur vectoriel : il s’agissait d’exploiter le pipeline en l’appliquant à certaines opérations virgule flottante bien spécifiques, comme les sommations et les produits scalaires (produit suivi d'une somme) : ainsi, les calculs scientifiques connaissaient une accélération spectaculaire, sur un processeur potentiellement quatre fois moins rapide que le 7600. Malgré une spécialisation au monde du calcul scientifique, le STAR-100 marquait une adaptation efficace au marché, car à l’époque c’était précisément pour le calcul scientifique qu'on achetait des supercalculateurs Control Data.
Mais le 8600 de Cray et le STAR-100 vectoriel étaient deux projets trop lourds pour les finances limitées de Control Data en cette fin des années 1960, et Norris comprit qu’il devait faire un choix : en 1972, il laissa Cray quitter Control Data, pour monter la société Cray Research, et même investit une partie de ses capitaux dans la société de son ex-employé. Ainsi, en 1974, Control Data put commercialiser le STAR, rebaptisé Cyber 203 ; mais les performances pratiques de ce calculateur s’avérèrent inférieures aux prévisions et Jim Thornton, dépité, quitta Control Data à son tour pour monter la société Network Systems Corporation.
Le reste des années 1970 se passa à décliner l’architecture des CDC 6600/7600 pour créer la gamme complète des CDC Cyber. Le Cyber 205 marqua une nette amélioration en matière de performances, mais il arrivait trop tard pour pouvoir faire pièce au Cray-1, exploitant les mêmes techniques de base (celles du programme STAR), mais beaucoup plus rapide en virgule flottante.
Néanmoins il permit à Control Data Corp. de concurrencer Cray Research sur le segment de marché du calcul scientifique, tout en offrant à ses clients de développer des systèmes hardware destinés à leur application.
Control Data se lançait à présent dans le développement du Cyber 80, un système dont la mise sur le marché était prévue pour 1980 : elle devait pouvoir émuler les programmes du CDC 6600, tout en reposant sur une architecture 64-bits entièrement nouvelle. L’idée du Cyber 80 était de récupérer la clientèle des CDC 6000 en leur vendant un hardware potentiellement plus rapide. Mais le développement déborda au-delà de 1980, et ces machines furent commercialisées sous un autre nom.
Pour se diversifier, la société se lança sur le marché du logiciel avec la promotion du système PLATO d’Enseignement assisté par ordinateur, qui tournait sur les plates-formes Cyber et incorporait plusieurs interfaces innovantes comme les terminaux à écran tactile.

### Réductions d'effectif et cession d'actifs
Control Data opta pour le créneau étroit des supercalculateurs, mais Norris sentait que sa compagnie était moribonde et qu'elle n'avait plus les moyens de réagir au marché ; en 1983, il créa la filiale ETA Systems, vouée à produire un ordinateur tournant à 10 Gflops, soit 40 fois la vitesse du Cray-1. L'objectif ne fut jamais atteint, mais déboucha sur l'un des ordinateurs les plus puissants du marché, vendu à quelques exemplaires dans les années 1980 : c'était une architecture à circuits CMOS (dissipant moins de chaleur), dont sept exemplaires étaient refroidis à l'azote liquide, et 27 autres par des ventilateurs classiques. Après l'échec de la vente de cette filiale, les salariés furent licenciés en 1989, hormis quelques-uns embauchés chez Control Data.
Le marché des supercalculateurs devenant trop étroit, Control Data se mit à prospecter des filières plus lucratives. Celle des disques durs, tirée par la demande en micro-ordinateurs, devint florissante vers le milieu des années 1980. Magnetic Peripherals Inc., une co-entreprise de Control Data et de Honeywell Bull, était à l'époque un leader mondial sur le marché des disques 14 pouces. Cette division Magnetic Peripherals, établie à Brynmawr dans le sud du Pays de Galles, célébra la fabrication de son millionième disque dur au mois d’octobre 1979. Control Data a aussi été pionnière dans la production des disques 8 pouces, fabriqués à Oklahoma City, notamment avec la gamme des disques durs CDC Wren, sans toutefois bénéficier d'une croissance aussi forte que des startups comme Maxtor ou Quantum. Control Data a été, avec Compaq et Western Digital, co-développeur de l'interface universelle ATA, destinée à rendre les lecteurs disques auxiliaires plus abordables.
Control Data créa enfin en 1987 une usine de disquettes 3,5 pouces à Simi Valley, en Californie, appelée Rigidyne. Au mois de septembre 1988, Control Data regroupa Rigidyne et MPI au sein d'une filiale, Imprimis Technology, qu'elle revendit l'année suivante à Seagate Technology pour 250 000 000 $,.
Malgré son avance technologique, Control Data devait se restructurer, au prix de lourds déficits au titre des exercices 1985 et 1986. En 1987, elle dut vendre PathLab Laboratory Information System au groupe 3M. Tout en maintenant sa production d'ordinateurs, Control Data liquida la branche matériels : outre Imprimis, elle céda le fabricant de composants électroniques VTC, et Ticketron. En 1992, la société prit le nom de Control Data Systems, Inc. (CDS), fut rachetée en 1999 par une filiale de British Telecom, Syntegra.
La branche Énergie de Control Data était encore la plus rentable du groupe : elle équipait en systèmes de contrôle 25 % des centrales de toute la planète à son apogée. En 1988 elle prit le nom d’Empros et fut revendue à Siemens en 1992. La branche Service fut rebaptisée Ceridian Corporation ; en 1997 General Dynamics racheta la branche informatique de Ceridian, basée à Bloomington (Minnesota), et spécialisée dans les systèmes électroniques militaires.

## Control Dataà l'écran
- Le Cerveau d'acier (1970) : le générique de ce film montre des lecteurs à bande magnétique et d'autres périphériques Control Data de deuxième génération.
- Le Voleur qui vient dîner (1973), de Bud Yorkin et Walter Hill : Ryan O'Neal interprète un salarié de Control Data en burn-out qui décide de démissionner et de se consacrer au crime. Il s'introduit dans les locaux de son ancien employeur pour se servir d'un ordinateur et triompher aux échecs du détective qui est à sa poursuite.
- L’épisode pilote de L'Homme qui valait trois milliards, « La lune et le désert » (1974), montre des ordinateurs du  laboratoire d’Objective Systems Integrators floqués Control Data.
- Tron (1982) : dans la version grand écran de ce film, on voit au second plan un ordinateur CDC 7600 et un Cray-1 lorsque Flynn et Lora font irruption chez Encom. Cette scène a été tournée au Lawrence Livermore National Laboratory.
- WarGames (1983), de John Badham : David et Jennifer s’emparent du listing du jeu au bureau de Jim et Malvin, qui est un magasin Cyber.
- Die Hard (1988) : le centre de calcul mitraillé par l'un des terroristes comporte plusieurs ordinateurs Cyber 180 et un faux supercalculateur ETA-10, avec de nombreux périphériques, tous fournis par le laboratoire de recherche de Control Data. Cette prestation a été proposée à la société après le désistement de dernière minute d'un concurrent. Paul Derby, le directeur du Benchmark Lab, parvint à faire livrer deux camions de matériel informatique à Hollywood, l'ingénieur Jerry Stearns étant chargé de veiller au bon déchargement. De retour dans le Minnesota, les machines furent re-testées, puis vendues avec un autocollant certifiant qu'ils avaient servi à tourner ce film.
- Inspecteur Columbo Épisode 6 : « Au-delà de la folie » (1974) : la salle informatique du centre de recherches du docteur Marshal Cahill est équipée de calculateurs Control Data